# 태즈메이니아반디쿠트
서부가로무늬반디쿠트(Perameles bougainville)는 오스트레일리아에서 발견되는 작은 반디쿠트 종의 하나이다. 한때는 웨스턴 오스트레일리아 주에서 뉴사우스웨일스주 중부 지역에 이르기까지 남부 오스트레일리아 지역에 널리 분포했지만, 현재는 웨스턴 오스트레일리아 주 샤크 베이의 베르니에 섬, 도레 섬, 포레 섬에서 발견되며, 대륙의 드리안드라 우드랜드에 있는 바나 마이어(Barna Mia)에서 포획된 적이 있다.
1. ↑  “Perameles bougainville”. 《멸종 위기 종의 IUCN 적색 목록. 2008판》 (영어). 국제자연보전연맹(IUCN). 2008. 2008년 12월 28일에 확인함. Database entry includes justification for why this species is listed as endangered
2. ↑  Groves, C.P. (2005). “Order Peramelemorphia” [반디쿠트목].   Wilson, D.E.; Reeder, D.M. Mammal Species of the World: A Taxonomic and Geographic Reference (영어) 3판. 존스 홉킨스 대학교 출판사. 39쪽. ISBN 978-0-8018-8221-0. OCLC 62265494.
3. ↑  Menkhorst, Peter (2001). 《A Field Guide to the Mammals of Australia》. Oxford University Press. 78쪽. ISBN 9780195508703.
4. ↑  Flannery, Tim (2005). 《Country: a continent, a scientist & a kangaroo》. ISBN 1-920885-76-5.
5. ↑  “Department of Environment and Conservation - Dryandra Woodland”. 2009년 9월 5일에 원본 문서에서 보존된 문서. 2013년 9월 19일에 확인함.